# Ácido quenodesoxicólico
El ácido quenodesoxicólico es un ácido biliar, una sustancia blanca cristalina insoluble en agua, con punto de fusión de 165-167 °C. Su sal se denomina quenodesoxicolato. El ácido quenodesoxicólico es uno de los 2 principales ácidos que se producen en el hígado de los humanos. Es soluble en alcohol y en ácido acético.
El ácido quenodesoxicólico se sintetiza en el hígado a partir de colesterol. 
El ácido quenodesoxicólico y el ácido cólico son los ácidos biliares humanos más importantes. Otros mamíferos sintetizan primordialmente ácido deoxicólico.
- El ácido quenodeoxicólico también se denomina : quenodiol, 3α,7α-dihidroxi-5β-ácido colánico, y 5β-ácido colánico-3α,7α-diol.
- Su fórmula química simple es: C24H40O4.
- Su fórmula lineal simplificada es: C[C@@]34[C@] (CC[C@@H]4[C@@H] (CCC(O)=O)C) ([H])[C@]2([H]) [C@H](O)C[C@]1 ([H])C[C@H](O) CC[C@@](C)1 [C@]([H])2CC3